# إسحاق بن سليمان الإسرائيلي
أبو يعقوب إسحاق بن سليمان الإسرائيلي والمعروف بإسحاق الإسرائيلي الأكبر وإسحاق غوداوس. كان أبرز الأطباء والفلاسفة اليهود الذين عاشوا في العالم العربي في عصره. يعتبر أبو الأفلاطونية اليهودية المحدثة في العصور الوسطى. كتبت أعماله جميعها باللغة العربية وترجمت لاحقًا إلى العبرية واللاتينية والإسبانية، واعتمدت ضمن المناهج الطبية لجامعات القرن الثالث عشر في أوروبا في العصور الوسطى واستمرت طوال العصور الوسطى.

## حياته
لم يعرف الكثير عن أصول إسحاق ومسيرته المهنية، كان مصدر المعلومات الأساسي هو السير الذاتية الموجودة ضمن كتاب أجيال الأطباء، وهو عمل كتبه المؤلف الأندلسي ابن جلجل في النصف الثاني من القرن العاشر. وذكر أيضًا ضمن كتاب طبقة الأمم لسعيد طليطلة، الذي كتب في منتصف القرن الحادي عشر. كتب ابن أبي أصيبعة روايةً في القرن الثالث عشر، تضمنت هذه الراوية مصادر متعددة ككتب ابن جلجل، وكتاب تاريخ الأسرة الفاطمية لتلميذ إسرائيلي ابن الجزار.
وُلد إسحاق الإسرائيلي حوالي عام 832 في عائلة يهودية في مصر. عاش النصف الأول من حياته في القاهرة، عمل كطبيب عيون واكتسب شهرة واسعة. تواصل مع سعيد بن جوزيف الفيومي (882-942) قبل مغادرته مصر، كان سعيد إحدى أكثر الشخصيات اليهودية نفوذًا في العصور الوسطى. رُشح إسحاق إسرائيلي ليكون طبيب العائلة الحاكمة لآخر أمراء بني أغلب زيادة الله الثالث عام 904. سافر إلى القيروان بين السنوات 905-907، ودرس الطب العام على يد إسحق بن عمران البغدادي. عمل لاحقًا كطبيب عبيد الله المهدي، وهو مؤسس الدولة الفاطمية في شمال إفريقيا، استمر حكمه من عام 910 إلى عام 934. استمتع الخليفة برفقة طبيبه اليهودي ولاحظ ذكاءه وسرعة بديهته، وتمكن بفضله من إرباك الحبيش اليوناني ورد هجومهم. ازدادت شهرته في القيروان وبلغت نطاقًا واسعًا. اعتبرت أعماله التي كتبها باللغة العربية أكثر قيمة من الأحجار الكريمة. استقطبت محاضراته عددًا كبيرًا من التلاميذ، أبرزهم أبو جعفر بن الجزار مسلم، ودوناش بن تميم. درس إسحاق الإسرائيلي التاريخ الطبيعي، والطب، والرياضيات، وعلم الفلك، ومواضيع علمية أخرى. اشتهر بمعرفته بالعلوم السبعة.
يذكر كتاب السيرة أنه لم يتزوج ولم ينجب أطفالًا. توفي في القيروان في تونس عام 932. أكدت معظم المراجع العربية هذا التاريخ، وورد أن تاريخ ميلاده كان في عام 832. ذكر تاريخ وفاة مختلف لإسحاق الإسرائيلي وهو في عام 942، وذلك حسب إبراهيم بن حسدي، نقلًا عن سيرة سانا بن سعيد. عاش إسحاق إسرائيلي أكثر من مائة عام بتاريخ 845-940 وفقًا لهاينرش غريتس.

## تأثيره
كتب تلميذه دوناش بن تميم شرحًا موسعًا عن كتاب سفريتسيرا في عام 956، وهو عمل صوفي لنشأة الكون يعطي أهمية كبيرة لأحرف الأبجدية العبرية ومجموعاتها في تحديد بنية الكون. استشهد هذا العمل بإسحاق الإسرائيلي بشكل كبير، لدرجة أن بعض علماء القرن التاسع عشر أخطأوا في تعريف التعليق ونسبوه لإسحاق الإسرائيلي.
درست أطروحات إسحاق الإسرائيلي الطبية لعدة قرون وترجمت إلى اللغة اللاتينية. كان قسطنطين أفريكانوس أستاذًا في كلية الطب المرموقة ساليرنو، ترجم في القرن الحادي عشر بعض أعمال إسحاق الإسرائيلي إلى اللاتينية. ذكرت أعماله في معظم سجلات السير الذاتية العربية.
كان لأعمال إسرائيلي الفلسفية تأثيرًا كبيرًا على المفكرين المسيحيين واليهود، وبدرجة أقل على المفكرين المسلمين. ترجم مجموعة من العلماء في طليطلة العديد من الأعمال العربية في العلوم والفلسفة إلى اللغة اللاتينية في القرن الثاني عشر. تولى جيراردو الكريموني ترجمة كتب إسرائيلي عن التعاريف والعناصر إلى اللغة اللاتينية. كانت أعمال إسرائيلي وأفكاره مصدر إلهام للعديد من المفكرين المسيحيين مثل جونديسالبو، وألبيرتوس ماغنوس، وتوما الأكويني، وفينسينت بويفيس، وبونافنتورا، وروجر باكون، ونقولاس الكوزاني. كان تأثير إسحاق إسرائيلي الفلسفي على المؤلفين المسلمين طفيفًا. وجد الاقتباس الوحيد المعروف لفلسفة إسرائيلي في الأعمال الإسلامية ضمن كتاب غاية الحكيم، وهو كتاب عن السحر أُنتج في إسبانيا في القرن الحادي عشر، وتُرجم إلى اللاتينية وانتشر على نطاق واسع في الغرب تحت عنوان بيكاتركس. لم يذكر المؤلف اسم إسحاق إسرائيلي في الكتاب على الرغم من وجود فقرات تتوافق مباشرة مع كتاباته.
وصل تأثير إسحاق الإسرائيلي إلى موسى بن عزرا (حوالي 1060-1139)، اقتبس من أفكار إسرائيلي في أطروحته كتاب الجنة، موضحًا معنى الاستعارة والتعبير الحرفي. تضمنت بعض أعمال الشاعر والفيلسوف جوزيف بن تصدق من قرطبة (1149) على العديد من أفكار إسحاق الإسرائيلي. تراجع تأثير إسرائيلي بشكل واضح بالتزامن مع تراجع الفلسفة الأفلاطونية الحديثة والتقليد الطبي الجالينوسي الذي كان الإسرائيلي جزءًا منه.

## الأعمال المزعومة
نسب إلى إسحاق الإسرائيلي عدد من الأعمال باللغة العربية، تُرجم بعضها إلى العبرية واللاتينية والإسبانية، كتب إسحاق العديد أعماله الطبية بناءً على طلب المهدي. استخدمت الأعمال التي ترجمها قسطنطين القرطاجي ككتب دراسية في جامعة ساليرنو، التي تعتبر أقدم جامعة في أوروبا الغربية. عمل قسطنطين أستاذًا للطب في هذه الجامعة، واستخدمت هذه الكتب الدراسية في جميع أنحاء أوروبا حتى القرن السابع عشر. كان أول طبيب يكتب عن بضع القصبة الهوائية باللغة العربية. أوصى باستخدام خطاف للإمساك بجلد العنق بشكل مشابه لطريقة بولس الأجانيطي وبعد ذلك ابن سينا والزهراوي.

### الأعمال الطبية
- كتاب الحميات
- كتاب الأدوية المفردة والأغذية، يتضمن هذا العمل أربعة أقسام في العلاجات والأغذية. تُرجم القسم الأول المكون من عشرين فصلًا إلى اللاتينية بواسطة قسطنطين، وإلى العبرية بواسطة مترجم مجهول.
- كتاب البول، أطروحة عن البول، يوجد مختصر للكتاب من قبل الكاتب نفسه.
- كتاب الإستيكات، عمل طبي وفلسفي عن العناصر، اعتمد المؤلف على أفكار أرسطو وأبقراط وجالينوس. ترجم إلى اللغة العبرية من قبل إبراهيم بن حسدي بناء على طلب النحوي ديفيد كمخي.
- منهج هاروفم، وهي أطروحة تقسم إلى خمسين فقرة مخصصة للأطباء، ترجمت إلى العبرية (الأصل العربي ليس موجودًا)، وإلى الألمانية بواسطة ديفيد كاوفمان تحت عنوان بروبيدويتك فور إيرتستي.
- كتاب في الترياق، وهو عمل عن الأدوية.
- ينسب بعض الكتّاب عملين آخرين من بين ترجمات قسطنطين إلى إسحاق الإسرئيلي، وهما ليبر بانتيجني، وفياتيكوم، يوجد لهذه الأعمال ثلاث ترجمات عبرية. تعود الترجمة الأولى لمحمد الرازي، وتعود الأخيرة لعلي بن عباس، نسبت بحسب مصادر أخرى لتلميذ إسرائيلي أبو جعفر بن الجزار.

### الأعمال الفلسفية
- كتاب الحدود والرسوم، ترجم إلى اللغة العبرية من قبل نسيم بن سليمان (القرن الرابع عشر)، وهو عمل فلسفي اقتبست من ترجمته اللاتينية مقدمة كتاب أوبرا أومنيا. تعرض هذا العمل وكتاب الاستيكات لانتقادات شديدة من قبل موسى بن ميمون في رسالته إلى صموئيل بن تيبون، وصرح أنها أعمال عديمة القيمة.
- كتاب بستان الحكمة عن الميتافيزيقيا.
- كتاب الحكمة، أطروحة في الفلسفة.
- كتاب المدخل في المنطق، يتحدث عن المنطق. ذكرت الأعمال الثلاثة الأخيرة من قبل ابن أبي أصيبعة، لكن لم تُعرف لها أي ترجمات عبرية.
- أطروحة فلسفية حول الفرق بين الروح والنفس، ترجمت إلى اللغة العبرية، يرى المحرر أن هذا العمل الصغير جزء من عمل أكبر.
- تعليق فلسفي على كتاب سفر التكوين، نشر في كتابين، ركز أحدهما على سفر التكوين الأول 20.

## روابط خارجية
- إسحاق بن سليمان الإسرائيلي على موقع الموسوعة البريطانية (الإنجليزية)